# Гоум (Канзас)
Гоум (англ. Home) — переписна місцевість (CDP) в США, в окрузі Маршалл штату Канзас. Населення — 154 особи (2020).

## Географія
Гоум розташований за координатами 39°50′28″ пн. ш. 96°31′10″ зх. д. / 39.84111° пн. ш. 96.51944° зх. д. (39.841113, -96.519335).  За даними Бюро перепису населення США в 2010 році переписна місцевість мала площу 10,28 км², з яких 10,26 км² — суходіл та 0,02 км² — водойми.

## Демографія
Згідно з переписом 2010 року, у переписній місцевості мешкало 160 осіб у 65 домогосподарствах у складі 46 родин. Густота населення становила 16 осіб/км².  Було 74 помешкання (7/км²).
Расовий склад населення:
| - 98,1 % — білих - 0,6 % — корінних американців |

До двох чи більше рас належало 1,3 %. Частка іспаномовних становила 0,0 % від усіх жителів.
За віковим діапазоном населення розподілялося таким чином: 25,6 % — особи молодші 18 років, 62,5 % — особи у віці 18—64 років, 11,9 % — особи у віці 65 років та старші. Медіана віку мешканця становила 43,3 року. На 100 осіб жіночої статі у переписній місцевості припадало 107,8 чоловіків;  на 100 жінок у віці від 18 років та старших — 116,4 чоловіків також старших 18 років.
За межею бідності перебувало 18,9 % осіб, у тому числі 0,0 % дітей у віці до 18 років та 28,6 % осіб у віці 65 років та старших.
Цивільне працевлаштоване населення становило 119 осіб. Основні галузі зайнятості: освіта, охорона здоров'я та соціальна допомога — 20,2 %, виробництво — 17,6 %, роздрібна торгівля — 14,3 %, науковці, спеціалісти, менеджери — 12,6 %.